# Psittacara holochlorus
El perico mexicano o aratinga verde (Psittacara holochlorus) es una especie de ave psitaciforme de la familia Psittacidae. Mide 30 cm de longitud. Es mayormente verdoso y tiene pico amarillo. Al contrario de las demás especies del género, su anillo ocular es muy atenuado. Habita desde México hasta el norte de Nicaragua. Algunos especímenes se establecieron en ciudades del sudeste de Texas; no está claro si proceden de escapes de mascotas o son divagantes silvestres emigrados desde el norte de México. 
En México se le encuentra principalmente en el sur (Chiapas) y en la planicie costera del Golfo (Veracruz y Tamaulipas), asimismo en la Sierra Madre Oriental (confluencia de Coahuila y Nuevo León) y en las Grandes Llanuras de Norteamérica (norte de Nuevo León y Tamaulipas); también se ha establecido en diversos puntos a lo largo de la vertiente del Pacífico. Los ejemplares salvajes viven en bosques, parques y aclareos de forestación. La población de estas aves en Estados Unidos usa mucho las palmeras de las ciudades. Los casales utilizan agujeros de árboles para anidar y desovar, donde pondrán de tres a cuatro huevos; también colonizan grietas en acantilados. La NOM-059-SEMARNAT 2010 considera a la especie como amenazada. Generalmente no es migratoria, pero puede desplazarse para conseguir alimento como frutos, semillas, maíz y sorgo. Debido a ello, a veces este perico es considerado una plaga y por eso es también cazado por muchos agricultores. Después de finalizada la estación de cría acostumbra formar grandes grupos. Se encuentra amenazado por el tráfico de mascotas y la pérdida de hábitat, aunque esté catalogado como especie bajo preocupación menor.